# Teleogryllus yezoemma
Teleogryllus yezoemma är en insektsart som först beskrevs av Ohmachi och Keiichi Matsuura 1951.  Teleogryllus yezoemma ingår i släktet Teleogryllus och familjen syrsor. Inga underarter finns listade i Catalogue of Life.